# 谢墅站
谢墅站位于中华人民共和国浙江省宁波市北仑区小港街道江南路、小港互通北侧，是宁波轨道交通6号线的地铁车站。车站计划于2027年启用。站名来源于旧地名谢墅乡。

## 车站形制
谢墅站位于北仑区小港街道江南路、小港互通北侧。车站沿江南路东西向设置，为地下二层双岛四线车站，长402.4米，宽38.9米，总建筑面积为34314平方米。车站规划为越行站，西端接新棉停车场，并设有双列停车线。

## 出口
谢墅站设置5个出入口。